# As Variedades de Proteu
As Variedades de Proteu é uma ópera cômica composta em 1737 por António Teixeira, com libreto de António José da Silva, o Judeu. É considerada uma das primeiras óperas em língua portuguesa.

## Personagens
- Proteu, tenor
- Cirene, meio-soprano
- Maresia, soprano
- Caranguejo, barítono
- Dórida, soprano
- Nereu, tenor
- Rei Ponto, barítono
- Políbio, tenor[3]